# Cornidovirineae
Sous-ordre
Familles de rang inférieur
- Coronaviridae

Cornidovirineae est un sous-ordre de virus à ARN monocaténaire de sens positif (groupe IV de la classification Baltimore). Ces virus appartiennent à l'ordre des Nidovirales, qui contient notamment les coronavirus.

## Référence biologique
- (en) ICTV : Cornidovirineae  (consulté le 5 février 2021)